# Krížová Ves
Krížová Ves es un municipio del distrito de Kežmarok en la región de Prešov, Eslovaquia, con una población estimada a final del año 2024 de 2424 habitantes.
Se encuentra ubicado al noroeste de la región, cerca del río Poprad (cuenca hidrográfica del río Vístula) y de la frontera con Polonia.

## Demografía
| Año        | 1994 | 2004     | 2014     | 2024     |
| ---------- | ---- | -------- | -------- | -------- |
| Población  | 1480 | 1719     | 2121     | 2424     |
| Diferencia |      | +16,14 % | +23,38 % | +14,28 % |

| Año        | 2023 | 2024    |
| ---------- | ---- | ------- |
| Población  | 2380 | 2424    |
| Diferencia |      | +1,84 % |